# Lijst van oorlogsmonumenten in Weesp
De Nederlandse gemeente Weesp heeft 4 oorlogsmonumenten. Hieronder een overzicht.
| Nr.  | Object                        | Herdachte groep      | Ontwerper                                                    | Onthulling   | Type            | Locatie                              | Plaats | Coördinaten                  | Foto                          |
| ---- | ----------------------------- | -------------------- | ------------------------------------------------------------ | ------------ | --------------- | ------------------------------------ | ------ | ---------------------------- | ----------------------------- |
| 1371 | Monument op het Stationsplein | overig               | André Schaller (beeldhouwer), Jan Dirk van Arkel (architect) | 16 juli 1947 | overig          | Stationsplein, 1382 AD               | Weesp  | 52° 18' 42" NB, 5° 2' 37" OL | Monument op het Stationsplein |
| 1372 | Oorlogsmonument               | algemeen, allen      | Lidi van Mourik Broekman (20-06-1917)                        | 5 mei 1955   | beeld/sculptuur | Ossenmarkt, 1381 LX                  | Weesp  | 52° 18' 23" NB, 5° 2' 9" OL  | Oorlogsmonument               |
| 1373 | Joods monument                | vervolgden Nederland |                                                              | 4 mei 1984   | plaquette       | Hanensteeg, 1381 XS                  | Weesp  | 52° 18' 29" NB, 5° 2' 32" OL |                               |
|      | Stolpersteine                 | vervolgden Nederland | Gunter Demnig                                                |              | reliëf          | Zie Lijst van Stolpersteine in Weesp | Weesp  |                              | Meer afbeeldingen             |

Aalsmeer ·
Alkmaar ·
Amstelveen ·
Amsterdam ·
Bergen ·
Beverwijk ·
Blaricum ·
Bloemendaal ·
Castricum ·
Den Helder ·
Diemen ·
Dijk en Waard ·
Drechterland ·
Edam-Volendam ·
Enkhuizen ·
Gooise Meren ·
Haarlem ·
Haarlemmermeer ·
Heemskerk ·
Heemstede ·
Heiloo ·
Hilversum ·
Hollands Kroon ·
Hoorn ·
Huizen ·
Koggenland ·
Landsmeer ·
Laren ·
Medemblik ·
Oostzaan ·
Opmeer ·
Ouder-Amstel ·
Purmerend ·
Schagen ·
Stede Broec ·
Texel ·
Uitgeest ·
Uithoorn ·
Velsen ·
Waterland ·
Weesp ·
Wijdemeren ·
Wormerland ·
Zaanstad ·
Zandvoort